# Jahrstedt
Janhrstedt è una frazione del comune tedesco di Klötze, nel land della Sassonia-Anhalt.
Jahrstedt costituì un comune autonomo fino al 1º gennaio 2010.